# Миньковцы (Житомирская область)
Ми́ньковцы (укр. Міньківці) — село на Украине, основано в 1683 году, находится в Андрушёвском районе Житомирской области.
Население по переписи 2001 года составляет 681 человек. Почтовый индекс — 13440. Телефонный код — 4136. Занимает площадь 33,179 км².

## Адрес местного совета
13440, Житомирская область, Андрушёвский р-н, с. Миньковцы, ул. Левицкого, 53а